# Asteronotus spongicolus
Asteronotus spongicolus is een slakkensoort uit de familie van de Discodorididae. De wetenschappelijke naam van de soort is voor het eerst geldig gepubliceerd in 2002 door Gosliner & Valdés.